# HD12279
HD12279 — хімічно пекулярна зоря спектрального класу A1, що має видиму зоряну величину в смузі V приблизно  5,9.
Вона знаходиться у сузір'ї Кассіопея й  розташована на відстані близько 283,9 світлових років від Сонця.

## Фізичні характеристики
Зоря HD12279 обертається 
дуже швидко 
навколо своєї осі. Проєкція її екваторіальної швидкості на промінь зору становить  Vsin(i)=275км/сек.

## Пекулярний хімічний вміст
Зоряна атмосфера HD12279 має підвищений вміст 
Si
.